# I rubacchiotti
I rubacchiotti (The Borrowers) è un film del 1997 diretto da Peter Hewitt.
Il soggetto è tratto dai racconti per ragazzi Gli Sgraffignoli (The Borrowers) di Mary Norton. Dagli stessi racconti nel 2010 è stato tratto il film di animazione giapponese Arrietty - Il mondo segreto sotto il pavimento per la regia di Hiromasa Yonebayashi.

## Trama
Nelle case, all'interno dei muri o sotto il pavimento vivono molte famiglie del popolo dei rubacchiotti (in originale borrowers, letteralmente "chi prende in prestito").
Queste piccole persone vivono nelle case di ognuno e prendono piccoli oggetti in prestito come ditali, spille e qualsiasi altra cosa che gli occorra senza farsi scorgere dagli umani che ignorano la loro esistenza.
A chiunque sarà capitato di non trovare qualcosa che siamo sicuri di aver lasciato incustodita: è opera dei rubacchiotti.
La storia del film parla di un terribile speculatore interpretato da John Goodman che vuole distruggerli.